# Region Mittelatlantik (Little League Baseball World Series)
Die Region Mittelatlantik ist eine von zehn Regionen in den Vereinigten Staaten, welche Teilnehmer zur Little League World Series (LLWS), dem größten Baseball-Turnier für Jugendliche, entsendet.  Die Region Mittelatlantik nimmt schon seit 1957 an diesem Turnier teil, damals noch unter der Bezeichnung Region Ost. Als sich 2001 das Teilnehmerfeld verdoppelte, wurde die Region Ost in die Regionen Mittelatlantik und Neuengland aufgeteilt.

## Teilnehmende Staaten
Die aktuell an der Little League World Series Region Mittelatlantik teilnehmenden Staaten stimmen, seit einer Neustrukturierung der Qualifikationsregionen, nicht mehr mit dem traditionellen Begriff der Mittelatlantikstaaten überein. Die klassischer Weise zu den Mittelatlantikstaaten zählenden US-Bundesstaaten New York und New Jersey spielen, aufgrund der Erweiterung der LLWS, von 16 zu 20 Mannschaften, seit der Little League World Series 2021 in der neugeschaffenen Region Metropolen. Diese Erweiterung wurde eigentlich für das Jahr 2021 geplant, wurde aber durch die COVID-19-Pandemie auf das Folgejahr 2022 verschoben.
Seitdem sind in dieser Region Washington, D.C. und drei Mittelatlantikstaaten organisiert:
- Delaware
- Maryland
- Pennsylvania
- District of Columbia

Virginia und West Virginia, welche geografisch ebenfalls zu den Mittelatlantikstaaten gehören, sind in der Little League Region Südost eingegliedert.

## Regionale Meisterschaften
Teams qualifizieren sich über Turniere in den einzelnen Staaten für die Teilnahme an den regionalen Meisterschaften. Der Sieger dieser qualifiziert sich für die Little League World Series. Die jeweiligen Gewinnermannschaften der regionalen Meisterschaften sind in Grün markiert.

### 2001–2021
| Jahr | Delaware                                      | Maryland                                      | New Jersey                                    | New York                                      | Pennsylvania                                     | District of Columbia                          |
| ---- | --------------------------------------------- | --------------------------------------------- | --------------------------------------------- | --------------------------------------------- | ------------------------------------------------ | --------------------------------------------- |
| 2001 | Midway LL Wilmington                          | Easton LL Easton                              | Randolph West LL Randolph                     | Rolando Paulino LL Bronx                      | State College American LL State College          | Capitol City LL                               |
| 2002 | Lower Sussex LL Frankford                     | South Caroline LL Preston                     | Nottingham LL Hamilton Square                 | Harlem LL Manhattan                           | Lehigh LL Bethlehem                              | Capitol City LL                               |
| 2003 | Naamans LL Wilmington                         | West Salisbury LL Salisbury                   | Freehold Township American LL Freehold        | Ramapo LL Ramapo                              | Lower Perkiomen LL Collegeville                  | Capitol City LL                               |
| 2004 | Capitol LL Wilmington                         | South Caroline LL Preston                     | HTRBA LL Hamilton                             | Colonie LL Colonie                            | Deep Run Valley LL Hilltown                      | Capitol City LL                               |
| 2005 | Canal LL Bear                                 | Thurmont LL Thurmont                          | Toms River American LL Toms River             | Merrick-North Merrick LL Merrick              | Council Rock Newtown LL Newtown                  | Kein Turnier                                  |
| 2006 | Naamans LL Wilmington                         | South Caroline LL Preston                     | Livingston American LL Livingston             | Mid-Island LL Staten Island                   | Butler Township LL Butler Township               | Capitol City LL                               |
| 2007 | M.O.T. LL Middletown                          | West Salisbury LL Salisbury                   | Randolph East LL Randolph                     | Maine-Endwell LL Endwell                      | Council Rock Northampton LL Northampton Township | Capitol City LL                               |
| 2008 | M.O.T. LL Middletown                          | Hagerstown Federal LL Hagerstown              | Bordentown LL Bordentown                      | Haverstraw LL Haverstraw                      | Devon Strafford LL Devon                         | Capitol City LL                               |
| 2009 | M.O.T. LL Middletown                          | Conococheague LL Williamsport                 | Somerset Hills LL Bernardsville               | South Shore National LL Staten Island         | Moon Township LL Moon Township                   | Northwest Washington LL                       |
| 2010 | Brandywine LL Wilmington                      | Railroaders LL Brunswick                      | Toms River National LL Toms River             | Stony Point LL Stony Point                    | Council Rock Newtown LL Newtown                  | Capitol City LL                               |
| 2011 | Newark National LL Newark                     | Conocoheague LL Williamsport                  | Paramus LL Paramus                            | Great Kills American LL Staten Island         | Keystone LL Clinton County                       | Northwest Washington LL                       |
| 2012 | Newark National LL Newark                     | West Salisbury LL Salisbury                   | Par-Troy East LL Parsippany                   | Stony Point LL Stony Point                    | Collier Township Athletic Association Collier    | Northwest Washington LL                       |
| 2013 | Newark National LL Newark                     | Berlin LL Berlin                              | East Greenwich LL Clarksboro                  | Burnt Hills Ballston Lake LL Glenville        | Lionville LL Lionville                           | Capitol City LL                               |
| 2014 | Newark National LL Newark                     | West Salisbury LL Salisbury                   | Toms River LL Toms River                      | Colonie LL Albany                             | Taney Youth Baseball Association LL Philadelphia | Northwest Washington LL                       |
| 2015 | M.O.T. LL Middletown                          | Delmar LL Delmar                              | Jackson Township LL Jackson                   | Maine-Endwell LL Maine-Endwell                | Red Land LL Lewisberry                           | Capitol City LL                               |
| 2016 | Milton LL Milton                              | Hughesville LL Hughesville                    | Freehold Township LL Freehold                 | Maine-Endwell LL Maine-Endwell                | Keystone LL Clinton County                       | Capitol City LL                               |
| 2017 | Milton LL Milton                              | Thurmont LL Thurmont                          | Holbrook LL Jackson                           | Plainview LL Plainview                        | Upper Providence LL Oaks                         | Northwest Washington LL                       |
| 2018 | Milton LL Milton                              | Berlin LL Berlin                              | Middletown LL Middletown                      | Mid-Island LL Staten Island                   | Keystone LL Clinton County                       | Mamie Johnson LL                              |
| 2019 | Newark National LL Newark                     | Fruitland LL Fruitland                        | Elmora Youth LL Elizabeth                     | Haverstraw LL Haverstraw                      | East Pennsboro Youth Athletic LL Enola           | Northwest Washington LL                       |
| 2020 | Nicht ausgetragen wegen der COVID-19-Pandemie | Nicht ausgetragen wegen der COVID-19-Pandemie | Nicht ausgetragen wegen der COVID-19-Pandemie | Nicht ausgetragen wegen der COVID-19-Pandemie | Nicht ausgetragen wegen der COVID-19-Pandemie    | Nicht ausgetragen wegen der COVID-19-Pandemie |
| 2021 | Canal LL Bear                                 | Montgomery County LL (Lower) Bethesda         | Toms River East LL Toms River                 | Colonie LL Colonie                            | Upper Providence LL Oaks                         | Capitol City LL                               |

### Seit 2022
| Jahr | Delaware              | Maryland                              | Pennsylvania                    | District of Columbia    |
| ---- | --------------------- | ------------------------------------- | ------------------------------- | ----------------------- |
| 2022 | Naamans LL Wilmington | Conococheague LL Williamsport         | Hollidaysburg LL Hollidaysburg  | Northwest Washington LL |
| 2023 | M-O-T LL Middletown   | Montgomery County Lower LL Germantown | Media LL Media                  | Northwest Washington LL |
| 2024 | M-O-T LL Middletown   | West Salisbury LL Salisbury           | Council Rock Newtown LL Newtown | Capitol Hill LL         |

## Resultate bei den Little League World Series

### Nach Jahr
| Jahr   | Mannschaft                                    | Stadt                                         | Klassierung                                   | W-L                                           |
| ------ | --------------------------------------------- | --------------------------------------------- | --------------------------------------------- | --------------------------------------------- |
| 2001   | American LL                                   | State College                                 | –                                             | –                                             |
| 2002   | Harlem LL                                     | Manhattan                                     | US Halbfinale                                 | 2–2                                           |
| 2003   | Naamans LL                                    | Wilmington                                    | Gruppenphase                                  | 1–2                                           |
| 2004   | South Caroline LL                             | Preston                                       | US Halbfinale                                 | 1–3                                           |
| 2005   | Council Rock LL                               | Newtown                                       | Gruppenphase                                  | 1–2                                           |
| 2006   | Mid-Island LL                                 | Staten Island                                 | Gruppenphase                                  | 0–3                                           |
| 2007   | West Salisbury LL                             | Salisbury                                     | Gruppenphase                                  | 0–2                                           |
| 2008   | Hagerstown Federal LL                         | Hagerstown                                    | Gruppenphase                                  | 2–1                                           |
| 2009   | South Shore LL                                | Staten Island                                 | US Halbfinale                                 | 2–2                                           |
| 2010   | Toms River National LL                        | Toms River                                    | Gruppenphase                                  | 1–2                                           |
| 2011   | Keystone LL                                   | Beech Creek                                   | US Halbfinale                                 | 3–2                                           |
| 2012   | Par-Troy East LL                              | Parsippany                                    | Runde 2                                       | 1–2                                           |
| 2013   | Newark National LL                            | Newark                                        | Runde 2                                       | 1–2                                           |
| 2014   | Taney Youth Baseball Association LL           | Philadelphia                                  | US Halbfinale                                 | 2–2                                           |
| 2015   | Red Land LL                                   | Lewisberry                                    | Weltmeisterspiel                              | 4-1                                           |
| 2016   | Maine-Endwell                                 | Maine-Endwell                                 | Weltmeister                                   | 5-0                                           |
| 2017   | Holbrook LL                                   | Jackson                                       | Runde 3                                       | 2-2                                           |
| 2018   | Mid-Island LL                                 | Staten Island                                 | US-Halbfinale                                 | 2-2                                           |
| 2019   | Elmora Youth LL                               | Elizabeth                                     | Runde 3                                       | 2-2                                           |
| 2020   | Nicht ausgetragen wegen der COVID-19-Pandemie | Nicht ausgetragen wegen der COVID-19-Pandemie | Nicht ausgetragen wegen der COVID-19-Pandemie | Nicht ausgetragen wegen der COVID-19-Pandemie |
| 2021 a | Upper Providence LL                           | Oaks                                          | Runde 1                                       | 0-2                                           |
| 2021 a | Toms River East LL                            | Toms River                                    | Runde 2                                       | 1-2                                           |
| 2022   | Hollidaysburg LL                              | Hollidaysburg                                 | Runde 4                                       | 3-2                                           |
| 2023   | Media LL                                      | Media                                         | Runde 2                                       | 1-2                                           |
| 2024   | Council Rock Newtown LL                       | Newtown                                       | Runde 3                                       | 2-2                                           |

 Stand nach den Little League World Series 2024

### Nach Staat
| Staat                | Mittelatlantik Meisterschaften | W-L an den LLWS | %    |
| -------------------- | ------------------------------ | --------------- | ---- |
| Pennsylvania         | 8                              | 16–15           | .516 |
| New York 1           | 6                              | 11-9            | .550 |
| New Jersey 2         | 4                              | 7-10            | .412 |
| Maryland             | 3                              | 3–6             | .333 |
| Delaware             | 2                              | 2–4             | .333 |
| District of Columbia | 0                              | 0–0             | –    |
| Total                | 23                             | 39-44           | .470 |

 Stand nach den Little League World Series 2021